# Републикански път III-5302
Републикански път IIІ-5302 е третокласен път, част от Републиканската пътна мрежа на България, преминаващ изцяло по територията на Великотърновска област, Община Велико Търново. Дължината му е 20,6 km.
Пътят се отклонява надясно при 28,3 km на Републикански път II-53 в северната част на село Миндя и се насочва на запад между Търновските височини на север и Еленските височини на юг. Минава през село Къпиново, пресича река Веселина (от басейна на Янтра) и през селата Церова кория, Пчелище и Присово и североизточно от град Дебелец се свързва с Републикански път I-5 при неговия 106,1 km.
| Пътища, отклоняващи се надясно (населено място, № на пътя, посока на пътя) | km   | Пътища, отклоняващи се наляво (посока на пътя, № на пътя, населено място) |
| -------------------------------------------------------------------------- | ---- | ------------------------------------------------------------------------- |
| Община Велико Търново, II-53, 28,3 km, с. Миндя →                          | 0,0  | → с. Миндя, 28,3 km, II-53, Община Велико Търново                         |
| с. Къпиново                                                                | 5    | с. Къпиново                                                               |
| (за с. Драгижево) общински път, с. Церова кория ←                          | 9,1  | с. Церова кория                                                           |
| с. Пчелище                                                                 | 11,2 | с. Пчелище                                                                |
|                                                                            | 13,3 | → общински път (за с. Велчево)                                            |
| с. Присово                                                                 | 18,9 | с. Присово                                                                |
| (от гр. Русе) I-5, 106,1 km →                                              | 20,6 | → 106,1 km, I-5 (до ГКПП Маказа - Нимфея)                                 |